# Desa Empang Bawa
Desa Empang Bawa är en administrativ by i Indonesien.   Den ligger i provinsen Nusa Tenggara Barat, i den sydvästra delen av landet, 1 300 km öster om huvudstaden Jakarta.